# Anja Mugerli
Anja Mugerli, slovenska pisateljica, slovenistka in lektorica, * 2. september 1984, Šempeter pri Gorici.

## Življenjepis
Anja Mugerli živi v Novi Gorici. Leta 2010 je končala diplomski študij slovenistike na Univerzi v Novi Gorici in 2015 magistrirala iz uprizoritvenih študij in kreativnega pisanja na UP FHŠ.
Od 2015 je samozaposlena v kulturi. Poleg pisanje občasno poučuje slovenščino za tujce in lektorira. Poje v novogoriški vokalni skupini Reunion.

### Kratka proza
- Zeleni fotelj (Knjižna zbirka Piramida). Maribor: Litera, 2015 (COBISS)
- Čebelja družina. Ljubljana: Cankarjeva založba, 2020 (COBISS)
- Plagiat. Dob pri Domžalah: Miš, 2024 (COBISS)

### Romani
- Spovin (Knjižna zbirka Piramida), Maribor: Založba Litera, 2017 (COBISS)
- Pričakovanja (Cankarjeva založba), Ljubljana, 2023 (COBISS)

## Nagrade, nominacije
- 2011 II. nagrada v sekciji dramatike, Castello di Duino, za Alla ricerca dell’orizzonte[5]
- 2013 II. nagrada v sekciji dramatike, Castello di Duino, za The unreachable Place[6]
- 2021 EU Prize for literature/Nagrada EU za literaturo, za zbirko Čebelja družina
- 2024 nagrada kresnik, za najboljši roman za roman Pričakovanja

##### Nominacije
- 2011 natečaj za kratko zgodbo DSP-ja, za zgodbo Zeleni fotelj
- 2012 finalistka festivala Urška
- 2015 nominacija za najboljši prvenec, za zbirko Zeleni fotelj
- 2018 deseterica: kresnik, za roman Spovin
- 2021 nagrada novo mesto za zbirko Čebelja družina